# Morti nel 1685
| Questa pagina contiene informazioni ricavate automaticamente dalle voci biografiche con l'ausilio del template Bio e di un bot. L'aggiornamento è periodico e automatico e ricostruisce completamente la pagina. Se manca una persona in questa lista, sei pregato di non aggiungerla, ma accertati piuttosto che la sua voce biografica contenga il template Bio e che i dati anagrafici siano correttamente compilati. Se il template Bio manca, inseriscilo tu stesso o, in alternativa, metti l'avviso {{tmp\|Bio}} che ne segnala la mancanza. Se i dati riportati sono sbagliati, correggi direttamente la voce biografica; le modifiche saranno visibili in questa lista entro pochi giorni. Per chiarimenti vedi il progetto biografie. La lista contiene solo le 88 persone che sono citate nell'enciclopedia e per le quali è stato implementato correttamente il template Bio. Pagina aggiornata al 18 ago 2025. |

## Gennaio(5)
- 5 gennaio - Herman Saftleven II, pittore, incisore e disegnatore olandese (n. 1609)
- 13 gennaio - Daniello Bartoli, gesuita, storico e scrittore italiano (n. 1608)
- 16 gennaio - Jacques Pousset de Montauban, drammaturgo francese (n. 1610)
- 25 gennaio - Franco Folli, medico italiano (n. 1624)
- 30 gennaio - Innico Caracciolo, cardinale e arcivescovo cattolico italiano (n. 1607)

## Febbraio(9)
- 4 febbraio - Ippolito II Bentivoglio, nobile italiano (n. 1630)
- 6 febbraio - Carlo II d'Inghilterra, sovrano inglese (n. 1630)
- 10 febbraio - Filippo Cesarini, nobile italiano
- 16 febbraio - Ibrahim Shah di Johor, sovrano malese
- 20 febbraio - Sofia Amalia di Brunswick-Lüneburg, sovrana danese (n. 1628)
- 22 febbraio - Eustachio Divini, ottico e astronomo italiano (n. 1610)
- 23 febbraio - Emerich Sinelli, vescovo cattolico austriaco (n. 1622)
- 24 febbraio - Charles Howard, I conte di Carlisle, nobile, politico e militare inglese (n. 1629)
- 24 febbraio - Isabella Clara d'Austria, duchessa (n. 1629)

## Marzo(7)
- 2 marzo - Giovanni Lucido Cattaneo, vescovo cattolico italiano (n. 1613)
- 2 marzo - Coenraet Decker, incisore olandese (n. 1650)
- 9 marzo - Carpoforo Tencalla, pittore svizzero (n. 1623)
- 14 marzo - Camilla Orsini, religiosa italiana (n. 1603)
- 22 marzo - Go-Sai, imperatore giapponese (n. 1638)
- 30 marzo - Federico Casimiro di Hanau, conte tedesco (n. 1623)
- 31 marzo - Juan Hidalgo de Polanco, compositore e arpista spagnolo (n. 1614)

## Aprile(6)
- 8 aprile - Girolamo Gastaldi, cardinale e arcivescovo cattolico italiano (n. 1616)
- 13 aprile - Natale Monferrato, compositore e direttore di coro italiano (n. 1610)
- 14 aprile - Thomas Otway, drammaturgo inglese (n. 1652)
- 24 aprile - Pier Giulio Dolfin, vescovo cattolico italiano (n. 1634)
- 26 aprile - Luigi Alessandro Omodei, cardinale italiano (n. 1608)
- 29 aprile - Luc d'Achery, monaco cristiano e storico francese (n. 1609)

## Maggio(4)
- 1º maggio - Renato II Borromeo, nobile italiano (n. 1618)
- 2 maggio - Adriaen van Ostade, pittore e incisore olandese (n. 1610)
- 17 maggio - Claude François, pittore francese (n. 1614)
- 26 maggio - Carlo II del Palatinato, nobile (n. 1651)

## Giugno(4)
- 8 giugno - Thomas Bond, I baronetto, nobile inglese (n. 1658)
- 9 giugno - Laura Margherita Mazzarino, italiana (n. 1608)
- 15 giugno - Ottone Enrico del Carretto, nobile e generale italiano (n. 1639)
- 30 giugno - Archibald Campbell, IX conte di Argyll, politico e militare scozzese (n. 1629)

## Luglio(3)
- 15 luglio - James Scott, I duca di Monmouth, nobile e militare inglese (n. 1649)
- 16 luglio - Massimiliano Savelli Palombara, nobile, alchimista e poeta italiano (n. 1614)
- 28 luglio - Henry Bennet, I conte di Arlington, politico britannico (n. 1618)

## Agosto(6)
- 8 agosto - Sassoferrato, pittore italiano (n. 1609)
- 11 agosto - Francesco Antonio Gallo, vescovo cattolico e nobile italiano (n. 1611)
- 21 agosto - Juan Francisco de Montemayor de Cuenca, giurista, magistrato e scrittore spagnolo (n. 1618)
- 22 agosto - Pier Francesco Silvani, architetto italiano (n. 1619)
- 24 agosto - Giuseppe Chiara, missionario italiano (n. 1602)
- 25 agosto - Francisco Herrera il Giovane, pittore e architetto spagnolo (n. 1622)

## Settembre(5)
- 9 settembre - Bonaventura Presti, architetto e ingegnere italiano
- 11 settembre - Paolo Savelli, cardinale italiano (n. 1622)
- 15 settembre - Ippolito Centurione, nobile e corsaro italiano (n. 1631)
- 19 settembre - Carlo Gonzaga, marchese (n. 1618)
- 22 settembre - Ignazio Albertini, compositore italiano (n. 1644)

## Ottobre(9)
- 2 ottobre - David Teniers III, pittore fiammingo (n. 1638)
- 3 ottobre - Juan Carreño de Miranda, pittore spagnolo (n. 1614)
- 3 ottobre - Johann Heinrich Roos, pittore tedesco (n. 1631)
- 5 ottobre - Dionisio Bellante, violinista e compositore italiano (n. 1610)
- 6 ottobre - Vittorio Siri, monaco cristiano, storico e matematico italiano (n. 1608)
- 20 ottobre - Robert Bruce, II conte di Elgin, nobile e politico scozzese (n. 1626)
- 23 ottobre - Elizabeth Gaunt, inglese
- 29 ottobre - Anne Wharton, poetessa e drammaturga inglese (n. 1659)
- 30 ottobre - Michel Le Tellier, politico francese (n. 1603)

## Novembre(7)
- 4 novembre - Alberto Sigismondo di Baviera, vescovo cattolico tedesco (n. 1623)
- 4 novembre - Girolamo Grimaldi-Cavalleroni, cardinale e arcivescovo cattolico italiano (n. 1597)
- 9 novembre - Luigi-Armando I di Borbone-Conti, militare francese (n. 1661)
- 16 novembre - Jean Juchereau De La Ferté, funzionario francese (n. 1620)
- 26 novembre - Lorenzo Adami, militare italiano (n. 1630)
- 28 novembre - Maffeo Barberini, II principe di Palestrina, nobile italiano (n. 1631)
- 28 novembre - Nicolas de Neufville de Villeroy, generale e nobile francese (n. 1598)

## Dicembre(4)
- 12 dicembre - John Pell, matematico e linguista inglese (n. 1611)
- 19 dicembre - Carlo Fedeli, musicista e compositore italiano
- 25 dicembre - Jacob Spon, archeologo, antropologo e numismatico francese (n. 1647)
- 30 dicembre - Ferdinando de Roxas, vescovo cattolico italiano (n. 1650)

## Senza giorno specificato(19)
- William Cochrane, I conte di Dundonald, politico e nobile scozzese (n. 1605)
- David Conforte, storico tedesco (n. 1618)
- Andrea De Lione, pittore italiano (n. 1610)
- Robert Drouin, operaio francese (n. 1607)
- Gheorghe Duca, nobile rumeno
- William Dyre, politico inglese
- Jan Gniński, diplomatico e politico polacco (n. 1620)
- Giulio Cesare Gonzaga di Palazzolo, nobile italiano (n. 1605)
- Charles Hamilton, V conte di Haddington, nobile scozzese (n. 1650)
- Yatsuhashi Kengyō, musicista giapponese (n. 1614)
- Jean L'Escuyer, pirata francese
- Charles Le Moyne, esploratore francese (n. 1626)
- Giuseppe Marullo, pittore italiano
- Placido Puccinelli, storico italiano (n. 1609)
- Francisco Rizi, pittore spagnolo (n. 1608)
- Mario Savioni, cantore, compositore e presbitero italiano (n. 1606)
- Johannes Withoos, pittore olandese
- Justino de Neve, presbitero e collezionista d'arte spagnolo (n. 1625)
- Giancola del Mercato, giurista, storico e politico italiano (n. 1618)